# Ян Лунянь
Ян Лунянь (кит.: 楊隆演; піньїнь: Yáng Lóngyǎn), храмове ім'я Гаоцзу (кит.: 高祖; піньїнь: Gaozu; 897 — 17 червня 920) — третій правитель держави У періоду п'яти династій і десяти держав.

## Життєпис
Був сином засновника держави Ян Сінмі. Зійшов на трон після вбивства свого брата Ян Во 908 року.
Фактично за його формального володарювання вся влада перебувала в руках регента Сю Веня.
Період його правління відзначився значною перемогою Сю Веня, який відбив масштабний напад на Усі, після чого було укладено мир з державою Уюе.
Весь той час Ян Лунянь не намагався повернути собі всю повноту влади. На початку літа 920 року він важко захворів і 17 червня помер. На престолі його замінив молодший брат Ян Пу.

## Девіз правління
- Уї (武義) 919—921